# Compagnie des tramways électriques d'Avignon
La Compagnie des tramways électriques d'Avignon fut chargée à la fin du XIXe siècle de déployer et d'exploiter le réseau de tramways d'Avignon. Ce réseau qui fut l'un des premiers déployés par une ville moyenne en France, possédait ses dépôts (au lieu-dit le Clos des Trams) et sa propre usine électrique. Il transporta jusqu'à deux millions de passagers par an. Il desservait – avec ses 17 km de voies – tous les quartiers péri-urbains de la ville, ainsi que le centre et une partie de la banlieue.

Carte animée de l'évolution des infrastructures ferroviaires de l'agglomération d'Avignon, dont celle des anciens et actuels tramways, de 1895 à nos jours.

## Histoire
À la fin du XIXe siècle, Avignon compte près de 45 000 habitants. Les déplacements dans la cité et la desserte de sa périphérie (notamment celle des villes de Villeneuve-lès-Avignon, Sorgues et le quartier excentré du Pontet) sont assurés par des omnibus hippomobiles. C'est la compagnie Garcin qui assure les transports, avec un contrat de concessionnaire expirant le 1er janvier 1899.
À la fin de 1884, Ducommun alors directeur de la Société régionale d'électricité et des eaux du Pont d'Avignon, demande le premier à la municipalité la permission de créer deux lignes de tramway électrique : la première partant de la place de l'Horloge et se dirigeant vers le quartier Monclar, la seconde partant du même endroit en direction du quartier Saint-Ruf.
Le maire de l'époque souhaite moderniser son réseau de transport urbain, et mandate une commission d'étude sur un éventuel réseau de tramways. La commission est enthousiaste mais rappelle que la réalisation et la mise en service ne peut avoir lieu qu'à l'expiration de la concession Garcin.
Trois projets sont soumis à la commission : ceux de Ducommun, Ennemond Faye et Crillon, tous entrepreneurs. D'autres projets ont été soumis, tel celui d'un tramway à vapeur reliant la porte de l'Oulle à Sorgues. Mais Le Radical de Vaucluse du 27 octobre 1895 précise que les nouveaux concurrents ont été mis en demeure de présenter leur projet sous 8 jours, ce qui évidemment les écarte de fait de l'appel à propositions. Le projet de Crillon est, lui aussi, abandonné car il ne prévoit qu'une liaison extra-urbaine jusqu'à Sorgues.
Ducommun qui a manifestement négocié d'autres avantages en sous-main (puisqu'il sera directeur de la compagnie finalement mise sur pied) renonce par un courrier du 10 novembre 1895 adressé au maire d'Avignon, à son projet au profit de celui de Faye. C'est donc finalement Faye qui obtient la concession de 75 ans, matérialisée par un accord signé avec la ville le 22 novembre 1895. Le conseil d'État réduira par la suite à 60 ans cette durée. Gaston Pourquery de Boisserin (maire d'Avignon de 1888 à 1903) soumet ce projet au conseil municipal, qui l'approuve (avec une voix contre) le 22 novembre 1895.
Il est prévu que l'exploitation ne pourra débuter que le 1er janvier 1899, après expiration de l'exclusivité que détient la compagnie Garcin. Finalement, Garcin abandonnera ses droits par anticipation et cessera de fonctionner officiellement le 30 octobre 1898, à la veille de la mise en service des lignes 1 et 6 du tramway.

## Construction du réseau

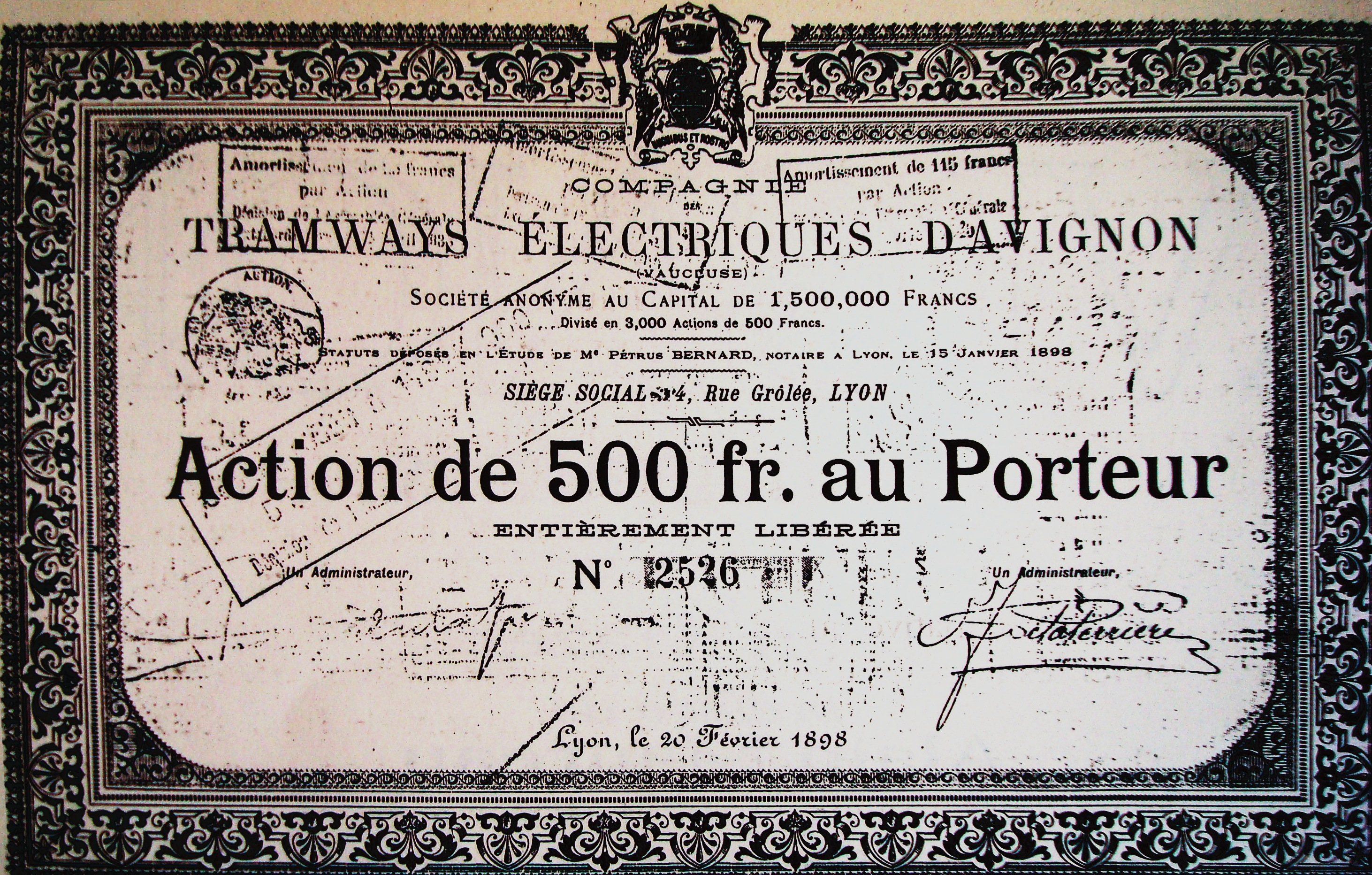
Action de la compagnie émise en 1898.

L'enquête d'utilité publique est ouverte par le préfet de Vaucluse le 16 août 1897. On rapporte de nombreuses anecdotes sur la construction de ce réseau et les difficultés qui furent rencontrées.
Le choix, tout d'abord, du clos Saint-Véran pour construire le dépôt et les bureaux de la compagnie, ne fut pas sans créer quelques suspicions de corruption. Le 4 janvier 1896, les terrains de ce futur dispositif sont achetés à deux proches du maire : le vicomte de Sinety, et Marie-Thérèse Soulier, épouse d’un officier de marine en retraite. Le directeur de la compagnie Ducommun, fera également acheter par la Compagnie, dix ans plus tard, en 1906, deux terrains appartenant à des membres de sa propre famille pour agrandir le dépôt.
Certaines étapes de construction sont cocasses, notamment lorsqu'il s'agit de modifier la structure des remparts pour faire passer le réseau. Déjà à cette époque, les remparts de la ville historique faisaient l'objet d'âpres discussions quant à l'intérêt ou non de leur conservation. Pour éviter tout empêchement et retard de travaux, le maire donnera l'ordre d'abattre le portail Limbert (ce qui explique son ouverture actuelle) en pleine nuit du 4 au 5 juillet 1896 pour faire passer la future ligne 4 (place Carnot / Rotondes) par la rue Guillaume-Puy. Il prendra même la précaution de retenir à dîner le préfet pour éviter tout risque d'interruption des travaux.
Le réseau fut déclaré d'utilité publique par le décret du 8 octobre 1901.

## Exploitation du réseau
Contrepartie probable de la sélection de son projet, Faye recrute Ducommun en tant que premier directeur d’exploitation. Le siège social et administratif de l'entreprise est à Lyon mais la direction technique, l'entretien des matériels et la main-d’œuvre est avignonnaise. La société fait partie d'un groupe exploitant des tramways dans plusieurs villes de France : l'Omnium lyonnais de chemins de fer et tramways. On peinera à stabiliser l'équipe dirigeante locale : sept directeurs de l'exploitation se succéderont de 1898 à 1925. Ducommun, suivi de Chassaigne, Ducommun à nouveau, puis Raoux, Crémieux, Dosse et Dibon. C'est le siège lyonnais qui décide de cette valse de dirigeants, pour tenter d'améliorer la gestion. Tous les rapports du conseil d’administration de 1903 à 1929 sont accablants sur ce point: les affaires ne sont pas rentables. Et même la vente, en 1928, d’une partie des terrains à Sud électrique ne suffira pas à combler le gouffre financier qui découle d'une suite d'exercices déficitaires.

### Rentabilité du réseau
La Compagnie des tramways électriques d'Avignon ne fut donc jamais très rentable. Elle connut une brève période de prospérité économique durant la Première Guerre mondiale, directement imputable à l'économie de guerre, la ligne 6 transportant aux Poudreries de Sorgues son personnel nouvellement recruté et majoritairement domicilié à Avignon.
Bien que la ville ait toujours accordé à la compagnie les relèvements de tarif qu'elle demandait, cette dernière maintenait un matériel vétuste qui finit par être abhorré des habitants, désireux de modernité. Dans les années 1930, le matériel lent et inconfortable entraîne une baisse de trafic inéluctable.
L'exploitation du réseau prit fin le 31 mai 1932. Le 12 octobre 1932, la ville rachetait la concession sans remettre en fonction le réseau. Le matériel fut progressivement vendu (16 motrices et 8 remorques vendues à un ferrailleur d'Albertville pour seulement 26 000 F). La concession fut finalement cédée à la société Sud Automobile qui prit la suite de l'exploitation avec des autobus. 
- Nombre de voyageurs :
  - 1902 : 1 890 915
  - 1911 : 1 749 995
  - 1932 : 330 976 (du 1er janvier au 31 mai)

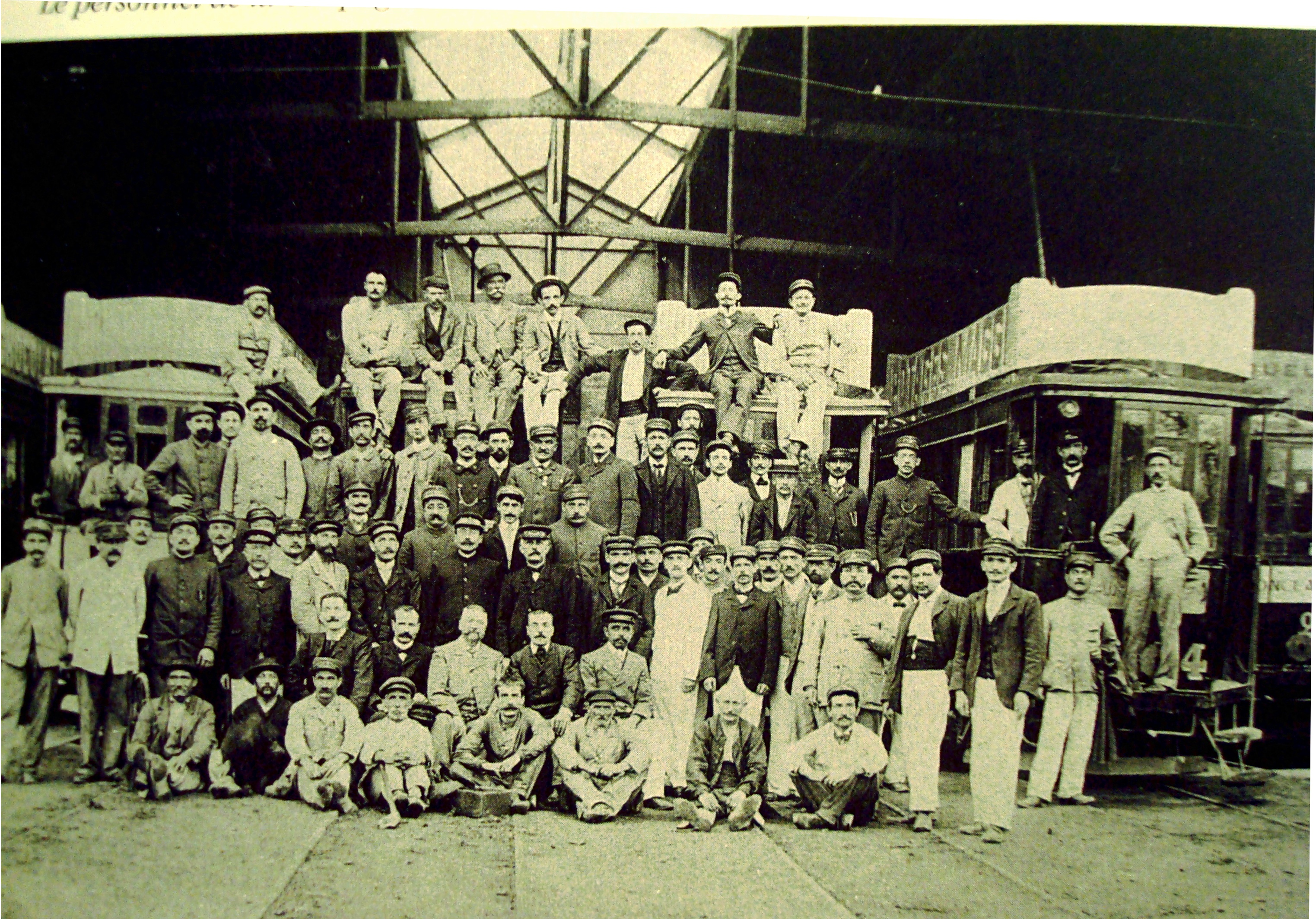
Le personnel de la compagnie vers 1906.

Le prix des billets est sujet à négociations avec la municipalité qui subventionne le réseau. En 1901 le prix du billet est de 0,10 franc sur l'ensemble du réseau excepté sur la ligne de Sorgues. Les correspondances sont sujettes à l'achat d'un billet supplémentaire de 5 centimes. Les fonctionnaires et les enfants de moins de trois ans voyagent gratuitement. Des cartes d'abonnement avec réduction sont proposées. Les chiens payent 50 % du prix d'un ticket voyageur. Les cinq sections de la ligne de Sorgues sont divisées en 5 sections tarifaires (prix en 1901) :
- Saint-Véran : 0,10 F
- Agassins : 0,15 F
- Le Pontet : 0,20 F
- Canal Crillon :0,25 F
- Sorgues : 0,30 F

### Effectifs de collaborateurs
La compagnie compte, pour l'administration, l'exploitation, la traction et l'entretien, et la gestion des voies, jusqu'à 93 salariés en 1901, et 62 l'année de sa fermeture. Le personnel permanent est complété par des collaborateurs extérieurs qui travaillent les dimanches et jours fériés. Ils sont 6 en 1925. Les salaires sont peu élevés, mais des primes (recette, conduite, conduite sur la ligne de Sorgues) viennent l'améliorer. L'entreprise prévoit des avantages sociaux inhabituels à cette époque : congés payés, assurance maladie, retraite, durée de travail. Ces avantages sont obtenus grâce à l'action Chambre syndicale des tramways d'Avignon.

## Description des lignes

Plan des lignes du Tramway d'Avignon.

Les lignes du réseau de tramways d'Avignon nous apparaissent aujourd'hui étonnamment denses et desservant une zone urbaine très proche de celle que la ville connaît aujourd'hui. En réalité, les 6 lignes d'origine reprennent la desserte des principaux quartiers de la ville (Monclar, Saint-Ruf, les Rotondes, Montfavet et la porte Saint-Lazare) depuis son centre (la place de l'Horloge et la place Carnot) telle qu'elle était assurée par la société des omnibus hippomobiles Garcin et Cie. Seul le franchissement du Rhône à destination de Villeneuve-lès-Avignon au niveau du pont ne sera pas assuré, pour des raisons techniques.

### Lignes construites
En 1901, le réseau était composé comme suit :
- Ligne 1 : Place Carnot – Cimetière Saint-Véran (en service le 1er novembre 1898) fanal violet
- Ligne 2 : Place de l'Horloge – Saint-Ruf (en service le 1er décembre 1898) fanal jaune
- Ligne 3 : Place de l'Horloge – Monclar (en service le 1er décembre 1898) fanal blanc
- Ligne 4 : Place Carnot – Rotondes (en service le 4 mars 1899) fanal blanc
- Ligne 5 : Place Carnot – Saint-Lazare (en service le 1er décembre 1898) fanal violet

La ligne 6 est décomposée en trois destinations :
1. Ligne 6 : Place de l'Horloge – Sorgues (en service le 1er novembre 1898) 
  - Ligne 6 de la Place de l'Horloge au Pontet et à Sorgues fanal vert
  - Ligne 6 de la Place de l'Horloge à Cimetière Saint-Véran et au Pontet fanal bleu
  - Ligne 6 de la Place de l'Horloge à Cimetière Saint-Véran et au Pontet fanal violet

En 1905, le réseau fut réduit à 5 lignes.

### Longueur des lignes
La longueur des lignes construites est indiquée ci-dessous, avec entre parenthèses le tronc commun à d'autres lignes, c'est-à-dire la portion de ligne partagée avec d'autres.
- Ligne 1 : 2 619 m (néant)
- Ligne 2 : 1 124 m (903 m)
- Ligne 3 : 1 016 m (797 m)
- Ligne 4 : 2 017 m (néant)
- Ligne 5 : 1 054 m (570 m)
- Ligne 6 : 9 240 m (2 450 m)

La longueur totale des lignes du réseau (incluant les voies de service et les doubles voies) était de 21 790 m. La longueur des lignes empruntées par les voyageurs était de 17 070 m, et les portions partagées par plusieurs lignes, de 4 720 mètres.

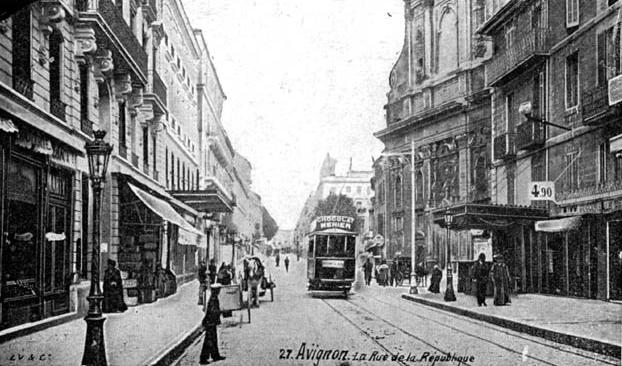
Le tramway, rue de la République (ligne 2 et 3).
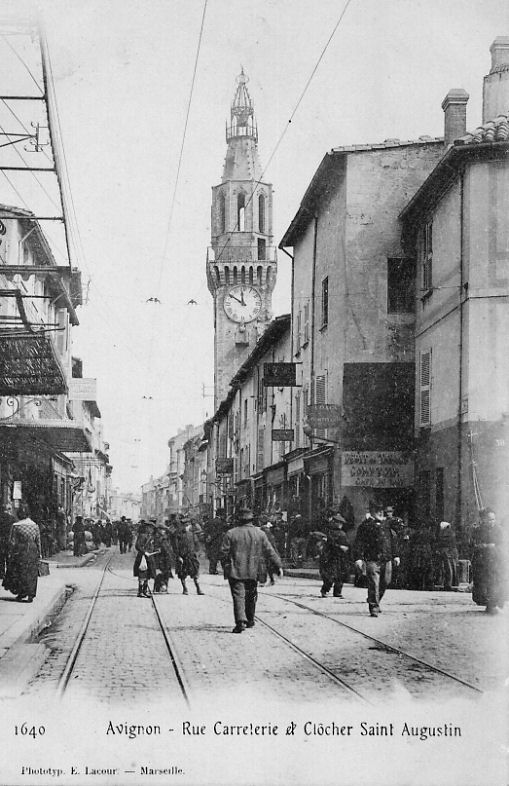
Passage rue Carreterie au niveau du clocher des Augustins. On voit nettement une zone de doublement de la ligne (ligne 5).
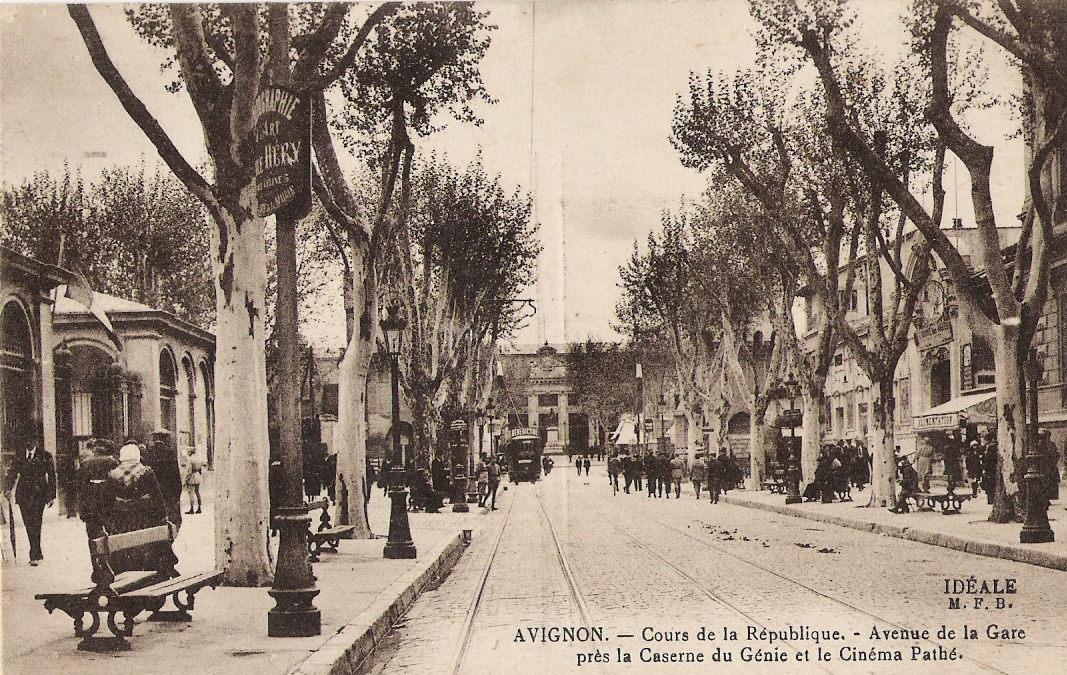
Le tramway en bas du cours de la République avec en arrière-plan la gare PLM d'Avignon (lignes 2, 3 et 6).
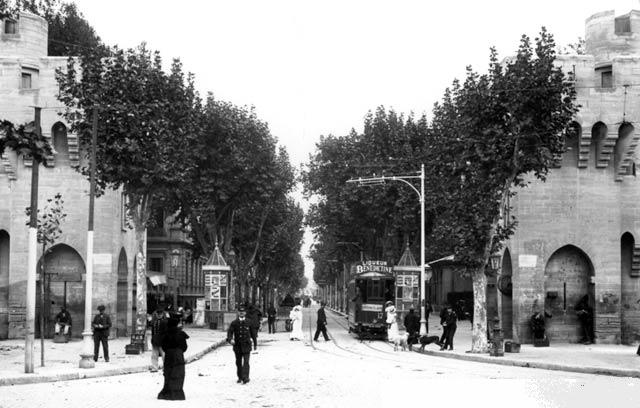
Tramway au franchissement des remparts en bas du cours de la République (lignes 2, 3 et 6).

## Technologie des lignes
La voie utilisée était de type métrique. Dans les agglomérations d'Avignon, du Pontet et de Sorgues, le cahier des charges imposait des rails à gorge de type Broca de 36 kg au mètre, noyés dans la chaussée et posés au niveau du sol, en suivant la voie publique.
En campagne (liaison inter cités vers Le Pontet et Sorgues), des rails Vignole de 18 kg au mètre et sans contre-rail furent employés.
Le courant électrique parvenait aux rames par un fil aérien, et l'énergie était fournie par l'usine génératrice de la route de Lyon, dans le quartier d'Avignon qui porte toujours aujourd'hui le nom de « Clos des Trams ». Le feeder négatif reliant les deux têtes de ligne, de la place Carnot et de la place de l'Horloge passait par la rue des Marchands dans un rail noyé dans la chaussée, et était encore visible dans les années 1950.
On trouvait encore des traces de ces rails à la fin des années 1970. Il semble qu'en 2009 plus aucune trace des voies de ce réseau ne subsiste.

## Projets d'extension du réseau
Le réseau, dès son lancement, était complété par de nombreux projets d'extensions, soit par l'ajout de nouvelles lignes, soit par l'ajout de voies de service. Seules les 6 lignes principales furent finalement construites.
De tous ces projets non menés, on notera que dès la mise en œuvre du tramway, un axe de transport Avignon–Villeneuve-lès-Avignon est prévu. Ce réseau de transport fait encore aujourd'hui cruellement défaut au Grand Avignon, tant les ponts desservant les deux rives du Rhône sont encombrés.

### Nouvelles lignes projetées et non réalisées
- Ligne Hôtel de ville d'Avignon–Châteaurenard
Cette ligne péri-urbaine, comme celles de Sorgues, qui devait être construite sur la route ou en bordure surélevée, fut abandonnée en raison des contraintes techniques posées par le franchissement du pont de Rognonas. Le tablier de ce pont était d'une largeur insuffisante.
- Ligne Sorgues–Orange
Cette ligne extra-urbaine consistait en un prolongement de la ligne de Sorgues (ligne 6). La compagnie renonce à sa concession sur cette ligne par une lettre à la mairie d'Avignon datée du 20 février 1907[9]. Cette ligne doublant l'axe du PLM aurait probablement éprouvé de grandes difficultés pour atteindre son point de rentabilité.

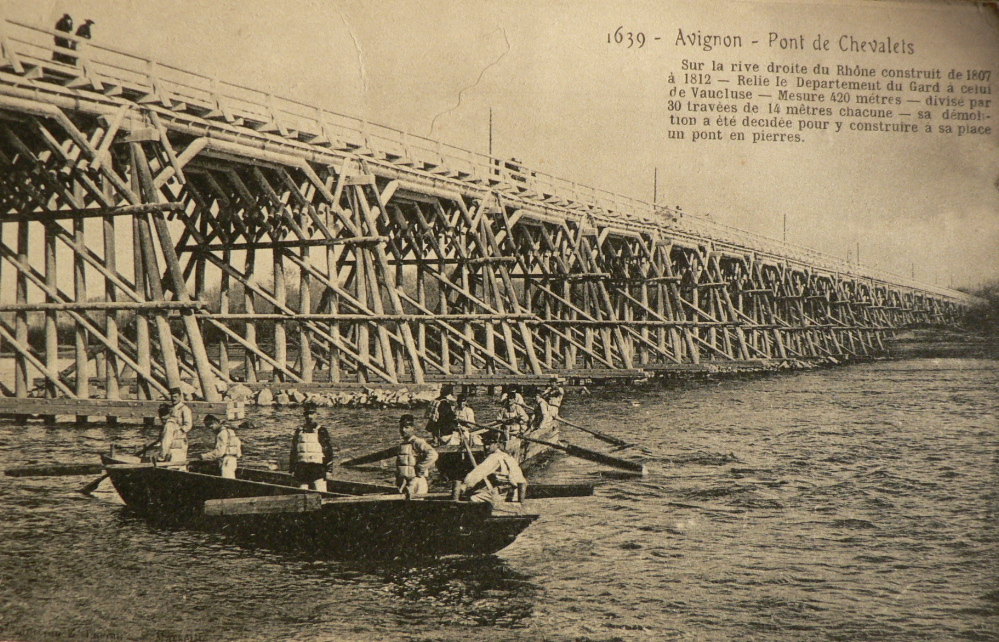
Le pont sur pilotis puis le pont de pierre qui le remplaça ne permirent pas de réaliser la ligne qui devait relier Villeneuve-lès-Avignon.

- Ligne Hôtel de Ville d'Avignon – Pont d'Avignon (passerelle) – Villeneuve-lès-Avignon 
Un projet de création d'une ligne Hôtel de ville d'Avignon-Villeneuve-lès-Avignon est prévu à l'origine même de la création de la compagnie. Il s'agit d'un franchissement par la passerelle ou le pont de pierre qui doit lui succéder (et non du passage sur le pont Saint-Bénézet qui est à cette époque déjà inutilisable). Il resta à l'état de projet, bien que la compagnie opératrice du réseau se fût engagée à verser 20 000 francs à la ville pour élargir à cette fin la rue de l'Oratoire [9]. Des difficultés techniques liées au franchissement du Rhône par un pont sur pilotis, ultérieurement remplacé par un pont de pierre, mais au tablier trop court, conduisirent à l'abandon de ce projet.

### Lignes et raccordements projetés
- Un doublement de la ligne existante le long des remparts par l'extérieur de la ville, envisagé, ne fut jamais réalisé. Il prévoyait un raccordement entre la ligne des remparts et la ligne 4, au niveau de la porte Limbert.
- Une voie devait relier la ligne 2 et la ligne 3 au niveau des quartiers Monclar et Saint-Ruf desservis indépendamment par ces deux lignes. Elle ne fut jamais construite.
- Une voie de secours fut construite au niveau du raccordement de la ligne PLM à proximité de la gare du Pontet. Elle devait être complétée par un évitement sur la ligne 6 au niveau du km 5,8 qui ne fut jamais construit.

## Matériel roulant
Le réseau de la compagnie fut équipé de motrices et de remorques qui ne furent pas remplacées pendant toute la durée de l'exploitation. Le parc au complet comportait 22 motrices et 8 remorques couvertes.

### Motrices

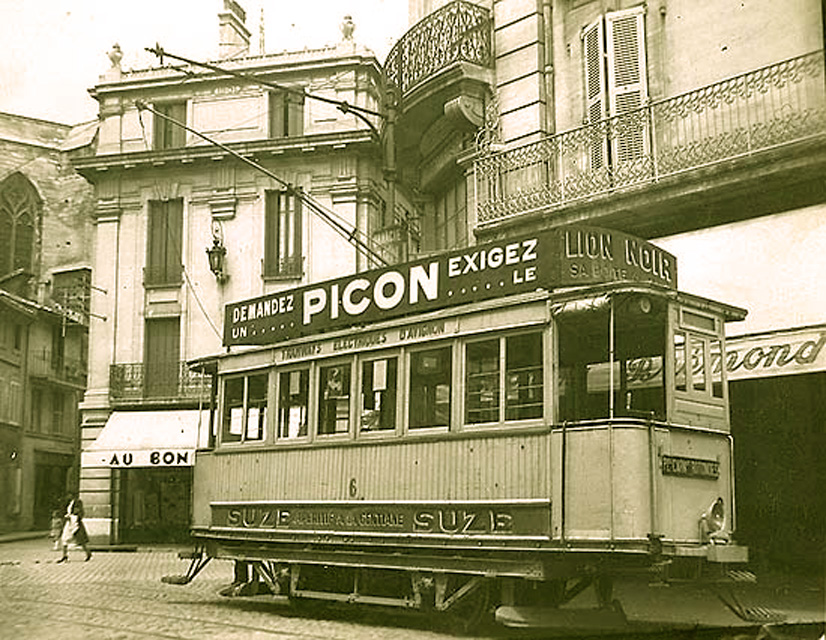
Une des vingt-deux motrices et ses panneaux publicitaires, place Carnot.

Le parc roulant était composé de 22 motrices montées sur truck Fives, chiffre réduit à 18 en 1906 et jusqu'à la fin de l'exploitation. Ces motrices étaient composées de deux essieux parallèles de 2,20 m d'empattement. Leur moteur était de type Dulait de 20 chevaux avec prise de courant par perche.
Elles étaient équipées au centre d'un compartiment fermé doté de deux banquettes en vis-à-vis de 14 places. Aux deux extrémités, se trouvaient deux plateformes d'une capacité de 13 voyageurs debout. La capacité totale du tramway était de 40 places. Plusieurs modifications furent apportées pendant l'exploitation. Notamment la mise en place de protections vitrées pour le conducteur (le wattman) aux extrémités. Les voitures étaient chauffées. Elles furent équipées de panneaux d'affichage latéraux pour permettre à la compagnie de bénéficier des recettes complémentaires en vendant des espaces publicitaires.
Après quelques années, la couleur kaki des motrices passa au jaune clair. Les panneaux latéraux des parties centrales des caisses furent remplacés par un lattage de bois.

### Remorques
Le patrimoine roulant comprenait également 8 remorques ouvertes de type Decauville de modèle Buffalo de 32 places assises et 40 places au total. Ces remorques sont équipées de quatre banquettes transversales doubles accessibles par un marchepied courant sur toute la longueur. Des rideaux permettent aux passagers de se protéger des intempéries. Cette protection bien insuffisante les jours de pluie ou de vent fait néanmoins l'objet de constantes railleries de la part des voyageurs.

### Affectations et formations
Chaque ligne se voit affecter un nombre de motrices et des compositions types :
- La ligne 1 reçoit 3 motrices
- La ligne 2 reçoit 4 motrices
- La ligne 3 reçoit 2 motrices
- La ligne 4 reçoit 4 motrices
- La ligne 5 reçoit 2 motrices
- La ligne 6 reçoit 5 motrices

Les deux motrices restantes sont en réserves pour l'entretien. On voit circuler dans le centre-ville presque exclusivement des formations à une motrice. Les remorques circulent le plus souvent derrière une motrice de la ligne de Sorgues (la ligne 6). On voit sur certaines photographies des compositions à deux motrices et une remorque circuler.

## Dépôt et infrastructures

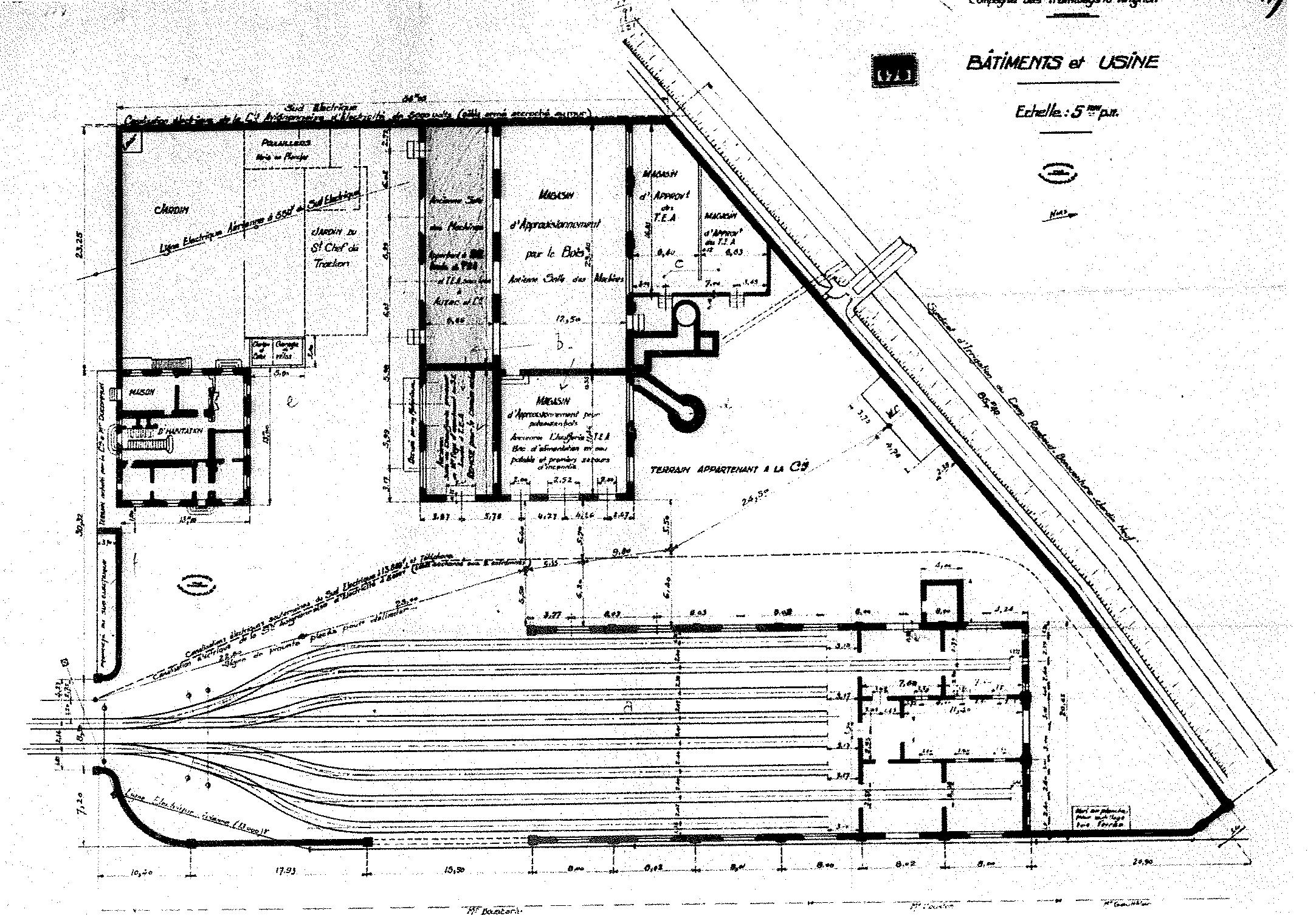
Plan du dépôt de la Compagnie des Tramways Électriques d'Avignon.

La Compagnie possédait une infrastructure de gestion, d'entretien et de fourniture d'énergie complète, située au lieu-dit le Clos des Trams. À la fin du XVIIIe siècle, le nord-est d’Avignon dans l'axe nord de la place Saint-Lazare est encore largement en friche. La route royale en direction de Sorgues, future route nationale 7, qui sera ultérieurement empruntée par la ligne 6 traverse le clos Saint-Véran. Au milieu du XIXe siècle, cette zone voit l'arrivée de l'infrastructure du remblai de la voie ferrée (axe PLM), puis l'installation d'une usine de production électrique de la compagnie Sud électrique qui introduira l'énergie électrique dans la cité des papes.
Lorsque le projet de tramway est lancé, la présence de la centrale électrique de Sud électrique incite les promoteurs du projet à choisir le clos Saint-Véran pour construire le dépôt des trams, les ateliers et le bâtiment de direction. Le 4 janvier 1896, les terrains sont donc achetés à Marie-Thérèse Soulier et Jules, vicomte de Sinety. Les deux vendeurs sont de l’entourage du maire qui est lui-même très impliqué dans le lancement du projet de tramway. Divers scandales entoureront ces opérations immobilières, notamment le rachat de terrains à des amis d'un directeur de la compagnie pour agrandir le dépôt. Il faut rappeler que la Compagnie des tramways électriques d'Avignon fut pendant toute son existence très largement subventionnée par la ville.

### Description du dépôt
Plusieurs témoins visuels indiquent la présence de matériels (remorques de tramway) en décrépitude sur le site jusqu'aux années 1970.

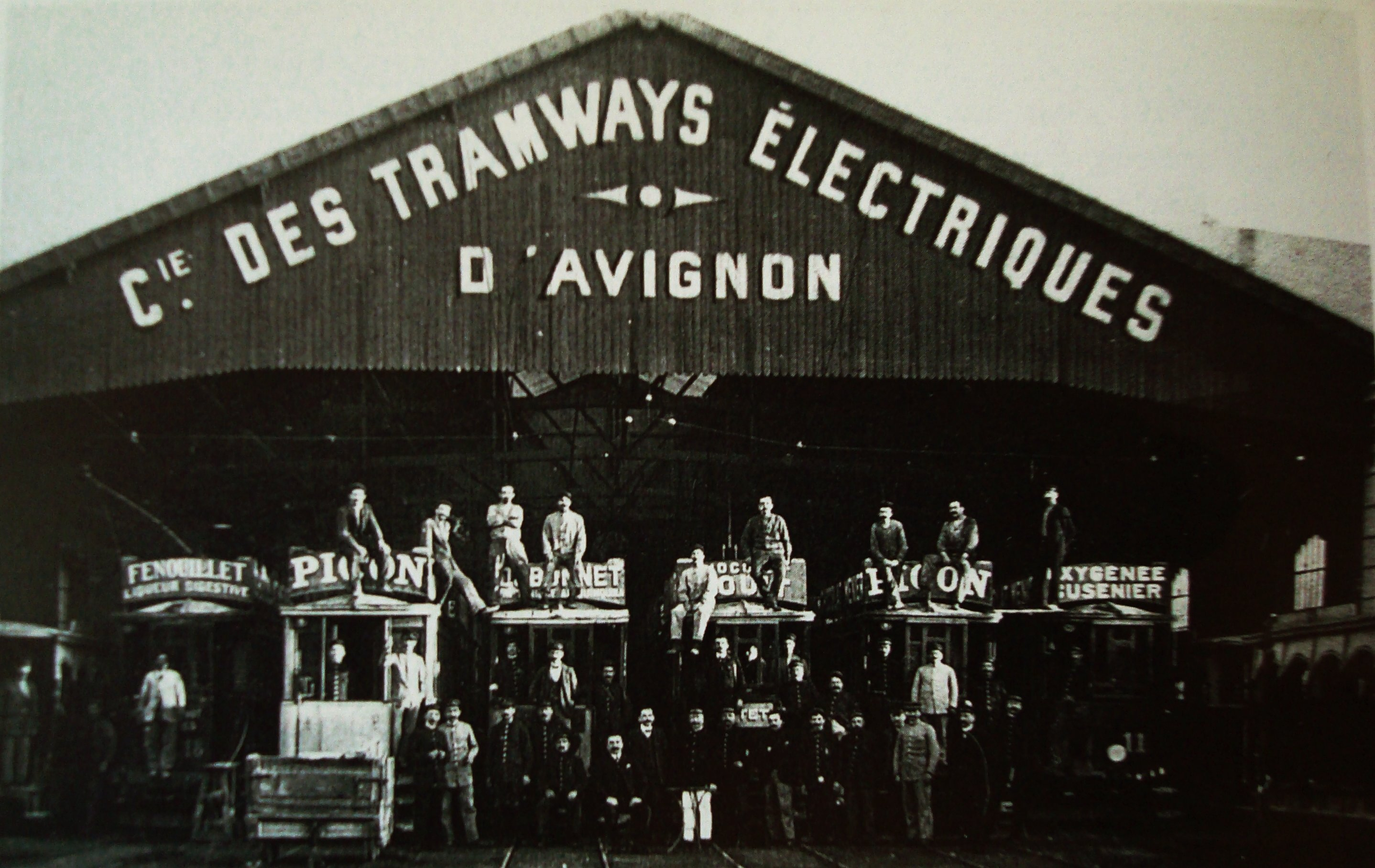
Prise de vue du dépôt avec le personnel de traction et quelques motrices.

Le dépôt situé route de Lyon (future nationale 7) était composé d'un faisceau de 8 voies débouchant sur un hall de remisage. La chaufferie du générateur électrique occupait les locaux proches du hall de remisage. L'alimentation électrique par fil aérien était fournie par l'ancienne centrale électrique de la compagnie Sud électrique située désormais dans l'enceinte du dépôt (le Clos des Trams).
Les bâtiments du site étaient dédiés au magasin d'approvisionnement pour les machines, celui du bois pour la chaufferie, et aux locaux administratifs. Une maison d'habitation spacieuse avec son jardin étaient probablement réservée au directeur de l'établissement. La cheminée imposante de l'usine électrique était la partie proéminente de l'édifice et n'était plus visible dans les années 1980.

## Perspectives de renouveau d'un transport ferré intra-urbain à Avignon
Plusieurs projets modernes ont tenté de réintégrer des voies ferrées intra-urbaines sur des axes proches de ceux de l'ancien tramway. Les gares SNCF centre et TGV d’Avignon pâtissent en effet d’un manque de desserte rapide et pratique par transports en commun en site propre. Il en va de même pour l'université et la proche banlieue d'Avignon, notamment les villes de Sorgues et du Pontet, jadis desservies par le tramway et aujourd'hui banlieues d'Avignon.
Parmi les projets ferroviaires, la réouverture au trafic voyageurs de la voie ferrée entre Avignon et Carpentras a été effective au printemps 2015. Dans les études actuellement menées notamment pour le prolongement de la ligne 2 du tramway d'Avignon à compter de 2025, il est envisagé de rouvrir la gare du Pontet, hier point d'intersection avec le tramway (ligne 6), et actuellement fermée et d'y insérer un parking relais. En revanche, le projet d'ouverture d'une nouvelle gare dans Avignon, à la hauteur de l’université a été supprimé en 2016 compte tenu de la trop grande proximité avec la gare d'Avignon Centre.
Il a été également envisagé de créer dans les années 2000 une halte ferrée au croisement de la Ligne classique Paris - Marseille (ex PLM) et de la ligne TGV, en bordure de Durance.
La « Virgule d'Avignon », liaison entre la gare centre et celle nouvellement dédiée aux TGV est inscrite au contrat de projet État-région 2007-2013 pour un montant de 30 M€. Elle n'est pas à proprement un tramway mais plutôt une liaison ferroviaire intra-urbaine : dès 2014, des TER de la ligne 9 Provence Alpes Côte d'Azur ont donc démarré leur parcours en commençant par la gare TGV.
La communauté d'agglomération du Grand Avignon a envisagé plusieurs autres possibilités de transports urbains dans les années 2000 dont un système de bus en site propre.
Mais la plus grande réalisation a été bien évidemment la construction de la ligne 1 du Tramway d'Avignon qui fut inaugurée en 2019 et qui utilise l'ancien tracé des lignes 3 (pour le secteur Saint Ruf) et 2 (pour le Boulevard Saint Roch). La construction de la ligne 2 a été votée au conseil communautaire du Grand Avignon en 2018 et les travaux doivent commencer à partir de 2021 pour une livraison prévue en 2024.